# Kento Yamazaki

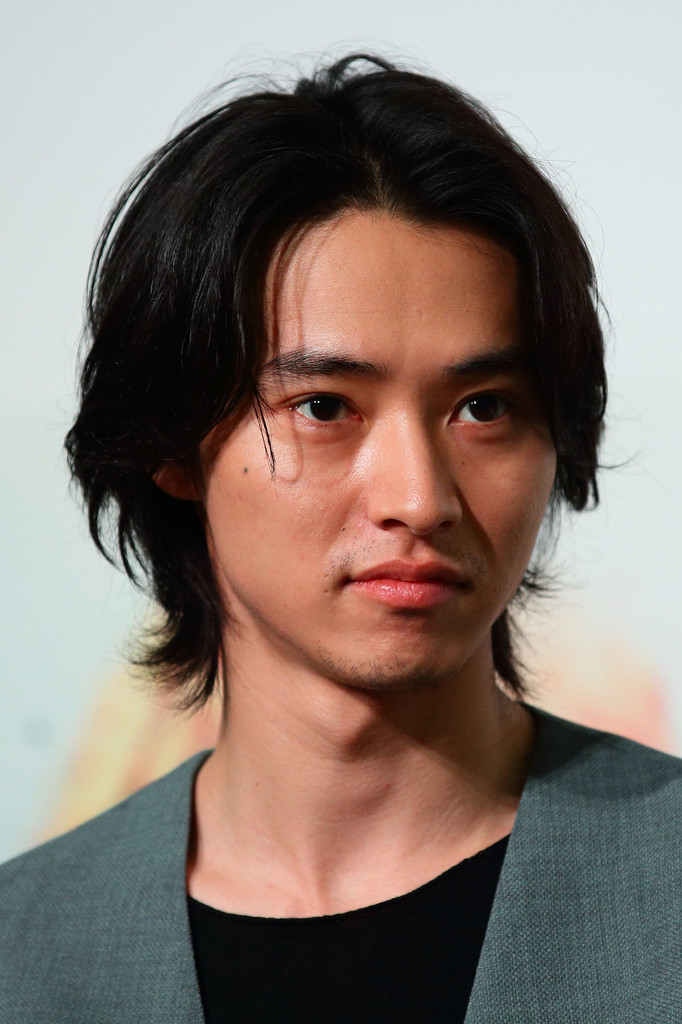
Kento Yamazaki, 2020

Kento Yamazaki (japanisch 山﨑 賢人 Yamazaki Kento; * 7. September 1994 in Itabashi, Präfektur Tokio, Japan) ist ein japanischer Schauspieler und Model.

## Leben
Er wurde in der für seine Mode-Boutiquen bekannten Tokioter Fußgängerzone Takeshita-dōri gescoutet, als er in die dritte Klasse der Mittelschule ging und arbeitete von 2009 bis 2011 für das Modemagazin Pichi Lemon (ピチレモン) als Model. Seine erste Rolle als Schauspieler bekam er 2010 in der Fernsehserie Atami no Sousakan.
Yamazaki wurde in Japan 2015 durch seine Rolle als L in der Live-Action-Fernsehserie Death Note einem größeren Publikum bekannt sowie durch seine Rollen in den Filmen Heroine Shikkaku und Orange. Für diese beiden Filmrollen erhielt er 2016 den Japanese Academy Award als bester Nachwuchsdarsteller. Als Hauptdarsteller in der Fernsehserie Good Doctor spielte er 2018 die Rolle des Minato Shindo. Es handelt sich um ein zehnteiliges japanisches Remake der erfolgreichen südkoreanischen Medizin-Fernsehserie mit dem gleichen Namen.
In Deutschland bekannt wurde er durch die Hauptrolle des Ryōhei Arisu in Alice in Borderland, einer Serienadaption des gleichnamigen Mangas, welche 2020 auf Netflix auch in deutscher Synchronisation erschien.
Forbes listete ihn 2020 unter seinen Asia's 100 Digital Stars, da er nach seiner Rolle in Alice in Borderland zu den Berühmtheiten in Japan mit den meisten Followern auf Instagram zählte und als erster japanische Schauspieler als Model für Armani Exchange engagiert wurde.

## Filmografie

### Fernsehserien (Auswahl)
| Jahr      | Titel               | Rolle          |
| --------- | ------------------- | -------------- |
| 2010      | Atami no Sousakan   | Shinya Shijima |
| 2015      | Death Note          | L              |
| 2018      | Good Doctor         | Minato Shindō  |
| 2020–2022 | Alice in Borderland | Ryōhei Arisu   |
| 2022      | Atom’s Last Shot    | Nayuta Azumi   |

### Filme (Auswahl)
| Jahr | Titel                    | Rolle              |
| ---- | ------------------------ | ------------------ |
| 2014 | L DK                     | Shūsei Kugayama    |
| 2015 | Orange                   | Kakeru Naruse      |
| 2015 | Heroine Shikkaku         | Rita Terasaka      |
| 2016 | Your Lie In April        | Kōsei Arima        |
| 2017 | One Week Friends         | Yūki Hase          |
| 2017 | JoJo’s Bizarre Adventure | Josuke Higashikata |
| 2019 | Ni No Kuni               | Yû (Stimme)        |
| 2019 | Kingdom                  | Xin                |
| 2020 | Crazy Samurai Musashi    | Chusuke            |
| 2020 | Theatre: A Love Story    | Nagata             |
| 2021 | Die Tür in den Sommer    | Soichiro           |
| 2024 | Golden Kamuy             | Saichi Sugimoto    |

Quelle